# Schambachried
Schambachried este o arie protejată (arie specială de conservare — SAC, sit de importanță comunitară — SCI) din Germania întinsă pe o suprafață de 11,11 ha, integral pe uscat.

## Localizare
Centrul sitului Schambachried este situat la coordonatele 48°57′59″N 10°56′09″E / 48.9664°N 10.9358°E.

## Înființare
Situl Schambachried a fost declarat sit de importanță comunitară în noiembrie 2004 pentru a proteja 1 specie de plante. Situl a fost protejat și ca arie specială de conservare în aprilie 2016.

## Biodiversitate
Situată în ecoregiunea continentală, aria protejată conține 3 habitate naturale: Pajiști cu Molinia pe soluri calcaroase, turboase sau argilos-nămoloase (Molinion caeruleae), Fânețe de joasă altitudine (Alopecurus pratensis, Sanguisorba officinalis), Mlaștini alcaline.
La baza desemnării sitului se află o specie protejată de  plante: moșișoare (Liparis loeselii).